# Fernão Tudela de Castilho
Fernão Tudela de Castilho foi um ilustre albicastrense do século XVII, notável na região e a nível nacional . 
Filho de Manuel de Castilho Veloso e de sua esposa Maria Tudela de Vasconcelos, nasceu em Castelo Branco  em 26-06-1628 e faleceu na mesma urbe em 20-01-1692. 
Destacou-se  como jurista e político.O seu pai nasceu em Castelo Branco cerca de 1601 e foi Juiz da Alfândega de Castelo Branco, por casamento.

## Jurista
Fernão Tudela de Castilho, estudou na Faculdade de Direito da Universidade de Coimbra, onde se formou em Cânones em 24-10-1646 e em Leis em 10-05-1652.
Foi Juiz de Fora das vilas de Arronches e Seia  (nesta última durante 3 anos,  por carta de 09-04-1661)    e titular da Carta de Contador e Distribuidor do Juízo Ordinário da vila de Castelo Branco, atribuída pela Ordem de Cristo em 26-02-1662   .
A partir de 05-03-1664 foi Juiz proprietário e Recebedor da Alfândega de Castelo Branco por carta de D. Afonso VI, cargo herdado, em parte, de seu pai. 
Por alvará régio de 20-12-1661 foi Distribuidor e Contador do Juízo ordinário da vila de Castelo Branco, por falecimento de seu pai.  
Em 19-04-1667 recebeu o cargo de  Corregedor da Comarca de Miranda. 
Foi juiz desembargador da Relação do Porto a 3-11-1678, assim como juiz desembargador do Cível a 16-III-1686 e do Crime da Relação do Porto por Carta de 7-01-1689. 

Era muito considerado por D. Pedro II de Portugal, nomeadamente por ter escrito um opúsculo intitulado Discurso em que se persuade a coroação de Rei destes reinos ao senhor D. Pedro, mostrando com razões fundamentais lhe pertencia a coroa, logo que se julgou com impedimento natural e perpétuo, incapaz do governo e sucessão o Senhor rei D. Afonso VI.  .

## Político
Foi Fidalgo da Casa Real (que tinha mais regalias que um simples fidalgo) e Cavaleiro da Ordem de Cristo.
Desempenhou o cargo de Procurador nas Cortes de 1674 por Castelo Branco.  
D. Pedro II de Portugal incumbiu-o de pacificar a Beira das discórdias que havia entre o povo e a Nobreza, bem como diligências do domínio do Fisco  e também e por Decreto  encarregou-o de servir de guia em Portugal ao Grão-Mestre da Ordem Teutónica, irmão da Rainha  D. Maria Sofia Isabel de Neoburg. 
Tinha o hábito de Cristo com tença, segundo  Cristóvão Alão de Morais 

## Solar dos Tudela de Castilho

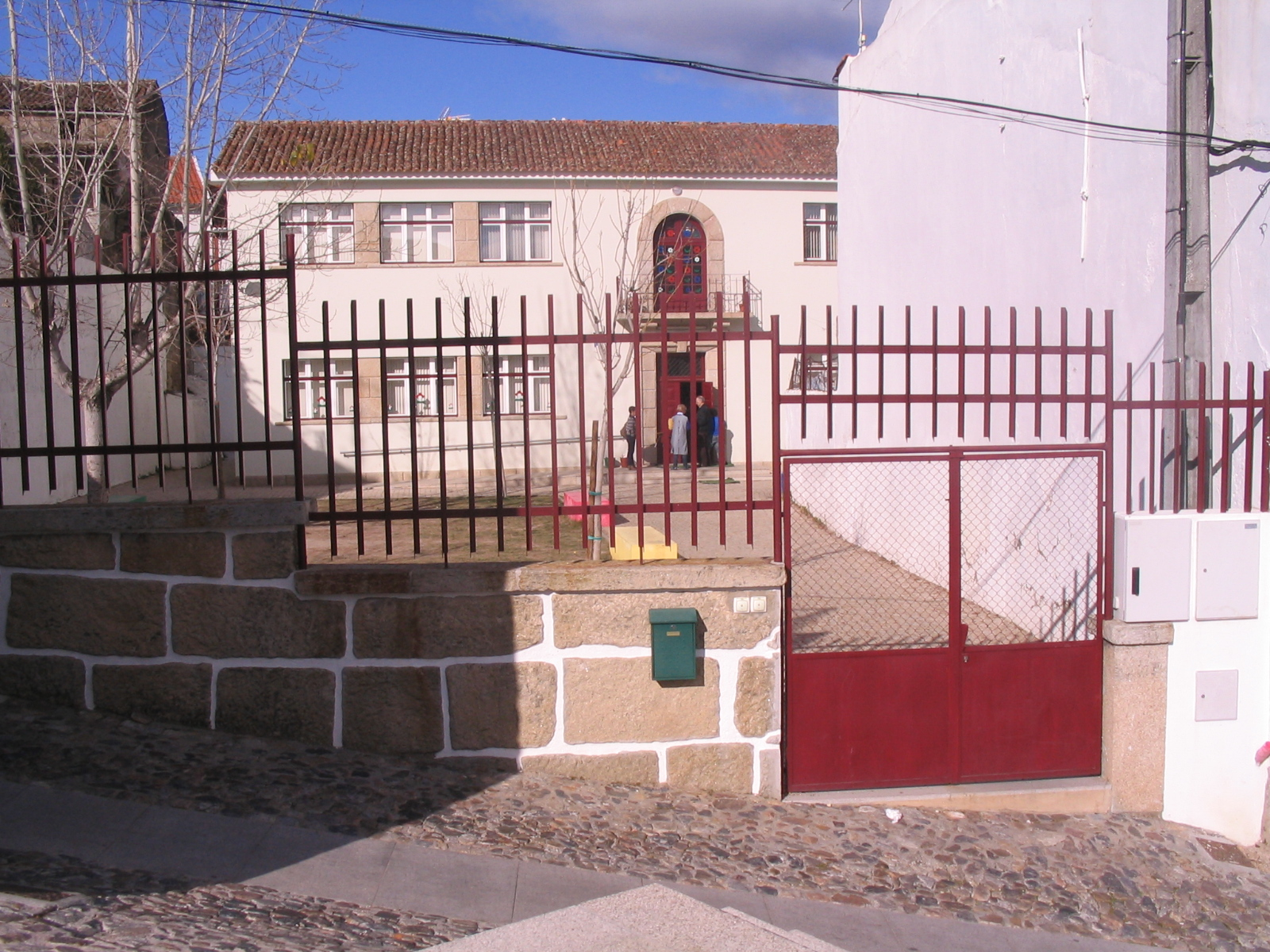
Escola do Castelo. No sítio do gradeamento foi o solar dos Tudela de Castilho

O solar dos Tudela de Castilho foi na Rua Nova, em Castelo Branco, no local a que viriam a corresponder os números de polícia 32, 34 e 36 e era um grande edifício.  A casa foi vendida a um particular, em 1815, por Fernando Tudela de Castilho Botelho (que assinava sempre apenas com os três primeiros nomes), herdeiro desta linhagem (trineto de Fernão Tudela de Castilho), que tinha o seu solar na Praça Velha, no Fundão (Distrito de Castelo Branco), onde residia e que herdara de seu pai, o Dr. Nicolau Tudela de Castilho, também um ilustre Fidalgo da Casa Real, que ali viveu. Daí a venda do solar que herdou em Castelo Branco, do qual mandou remover o brasão, para ser colocado por cima do portão do jardim desse palácio. Atribui-se a Fernão Tudela de Castilho a construção deste solar, pois ali herdou riqueza da parte de sua avó materna, D. Isabel Oliveira,  e tinha casas onde o palácio foi construído, cerca de 1670.
A pesquisa da localização desse solar foi suscitada por um artigo de 1966, publicado na revista Estudos de Castelo Branco, que se baseia num Rol de Confessados da quaresma de 1794 da freguesia da Sé de Castelo Branco, o qual contém a informação que no fogo nº 348 na Rua Nova, moravam José Bernardo Tudela de Castilho (n. 1729 f. 1806), e sua irmã D. Caetana Rosa Tudela (n. 1731 f.1805) (filhos de Fernão Tudela Castilho da Costa e D. Francisca Marques do Prado, que faleceu, já viúva, a 27-11-1771 em Castelo Branco), mais duas sobrinhas, um criado e quatro criadas.  
Após a venda do solar no Fundão, em 1817, na sequência de um penoso divórcio, Fernando Tudela de Castilho (Botelho) mandou picar o seu brasão (porque era muito difícil removê-lo da parede em cantaria de granito) e mandou retirar do portão do jardim, o brasão de Castilho pleno, dos seus antepassados,  encontrando-se hoje no Museu do Fundão. Este último membro da linhagem de primogénitos dos Tudela de Castilho, depois de ter perdido toda a sua riqueza nas sequelas do divórcio, morreu na miséria, sem descendência, na freguesia de Donas, perto do Fundão 
Uma primeira versão sobre este tema foi publicada num sítio disponível na internet , onde se mostra em pormenor a investigação para a descoberta da localização do solar da Rua Nova (números de polícia 32, 34 e 36, dentro do recinto da muralha, centro histórico. O telhado ruiu em 1956 e o edifício foi demolido cerca de 1960, cinquenta anos depois de ter pertencido aos Jesuítas, como residência em Castelo Branco. 
Com a expulsão dos Jesuítas, o conjunto de três edifícios e logradouros foi confiscado pela República em 1911 e entregue à Câmara Municipal de Castelo Branco, que aí pôs a funcionar a escola primária da cidade, posteriormente conhecida por "Escola do Castelo". Estes padres tiveram a funcionar a Escola Régia num desses edifícios (o da Rua do Arco do Bispo, que ainda existe e continua a pertencer à Câmara Municipal).  Após a demolição da antiga casa dos Tudelas de Castilho e de uma casa atrás, com entrada pela Rua dos Peleteiros, foi construído um edifício moderno para esta escola.  